# Zlata spirala
Zlata spirala je ravninska krivulja, ki se jo v polarnem koordinatnem sistemu (r, θ) opiše z enačbo:
{\displaystyle r=f(\theta )=\phi ^{\theta  \over \pi /2}\qquad (1)\!\,,}
kjer sta {\displaystyle \phi \,} število zlatega reza (zlato razmerje) in {\displaystyle \pi \,} Ludolfovo število.
Konstrukcijo zlate spirale se približno izvede v zlatem pravokotniku s pomočjo četrtinskih lokov včrtanih krožnic v posamezna polja zlatega pravokotnika. Razdelitev zlatega pravokotnika na takšna polja prikazuje Slika 1:
Včrtavanje četrtinskih lokov krožnic znotraj zlatoreznih polj kaže Slika 2:
Polmeri lokov predstavljajo padajoče geometrijsko zaporedje s količnikom, enakim obratni vrednosti zlatega razmerja
{\displaystyle \varphi ={\frac {1}{\phi }}={\frac {{\sqrt {5}}-1}{2}}\qquad (2)\!\,,}
oblike
{\displaystyle r_{n}=r_{1}\varphi ^{n-1}\qquad (3)\!\,.}
Zlata spirala spada v družino logaritemskih spiral (predlog za ime logaritemska spirala je podal francoski matematik Pierre Varignon (1645–1722)). Pomembna značilnost logaritemskih spiral je, da kot, ki ga tangenta na spiralo v poljubni točki oklepa z radijvektorjem, ostaja konstanten. Tako se lahko logaritemske spirale imenuje tudi enakokotne spirale (Slika 3).
Poleg Enačbe 1 je za zlato spiralo izpeljanih še več enačb, med njimi je zelo uporabna Sharpova:
{\displaystyle r=\left({1+2k\sin \left({\frac {4\phi }{3}}\right)}\right)ae^{k\theta }\qquad (4)\!\,,}
kjer je:
{\displaystyle k={\frac {2\ln \phi }{3\pi }}\qquad (5)\!\,.}
Točka, ki predstavlja začetek zlate spirale (bolje rečeno njeno stekališče), ima koordinati:
{\displaystyle S\left({\frac {1+3\phi }{5}}e,{\frac {3-\phi }{5}}e\right)\qquad (6)\!\,,}
kjer je e poljubno izbrana enota za višino zlati spirali očrtanega zlatega pravokotnika.
Poleg omenjene konstrukcije zlate spirale znotraj zlatega pravokotnika so znane še druge, alternativne konstrukcije zlate spirale, denimo v zlatem trikotniku, zlatem petkotniku in podobne. Obstaja še konstrukcija velike zlate spirale s pomočjo tričetrtinskih krožnih lokov na zlatem pravokotniku. To prikazuje Slika 5.